# Tlhankane
Tlhankane is een dorp in het district Southern in Botswana. De plaats telt 722 inwoners (2011).